# Meridiano 73 E
Meridiano 73 E é um meridiano que, partindo do Polo Norte, atravessa o Oceano Ártico, Ásia, Oceano Índico, Oceano Antártico, Antártida e chega ao Polo Sul. Forma um círculo máximo com o Meridiano 107 W.
Começando no Polo Norte, o meridiano 73º Este tem os seguintes cruzamentos:
| País, território ou mar | Notas |
| ----------------------- | --- |
| Oceano Ártico           | |
| Golfo de Ob             | |
| Rússia                  | Península de Yamal |
| Golfo de Ob             | |
| Rússia                  | |
| Cazaquistão             | |
| Quirguistão             | |
| Uzbequistão             | Cerca de 15 km, no ponto mais oriental do país |
| Quirguistão             | |
| Tajiquistão             | |
| Afeganistão             | |
| Paquistão               | Passa a oeste de Islamabad |
| Índia                   | |
| Oceano Índico           | |
| Índia                   | Ilha Kiltan, Laquedivas |
| Oceano Índico           | Passa a leste da Ilha Kadmat, Laquedivas, Índia · Passa a oeste da Ilha Minicoy, Laquedivas, Índia |
| Maldivas                | Passa em muitos atóis: Atol Thiladhunmathi do Sul Atol Miladhunmadulhu do Norte Atol Maalhosmadulhu do Norte Atol Maalhosmadulhu do Sul Atol Ross Atol Nilandhe do Norte Atol Nilandhe do Sul Atol Kolhumadulhu Atol Huvadhu |
| Oceano Índico           | Passa a oeste do Atol Addu, Maldivas · Passa entre as Ilhas McDonald e a Ilha Heard, Austrália |
| Oceano Antártico        | |
| Antártida               | Território Antártico Australiano, reclamado pela Austrália |